# Hypena infuscata
Hypena infuscata är en fjärilsart som beskrevs av Arnold Spuler 1908. Hypena infuscata ingår i släktet Hypena och familjen nattflyn. Inga underarter finns listade i Catalogue of Life.